# Heeze (Slenaken)
Heeze of Hees is een hoeve en voormalig kasteel in het Nederlandse dorp Slenaken, provincie Limburg.

## Geschiedenis
Het riddermatige goed Heeze bestond al in de 14e eeuw en was in eigendom van de familie Van Heeze. Deze familie heeft waarschijnlijk ook de Sint-Remigiuskapel gesticht, de voorloper van de huidige Sint-Remigiuskerk, waar het kasteel vlak bij stond.
Tot in de 16e eeuw bleef de familie Van Heeze de eigenaar van kasteel Heeze. Toen er geen mannelijke erfgenaam meer was, erfde Maria van Heeze het goed. Dankzij haar huwelijk met Diederik von der Couven kwam Heeze in zijn familie terecht.
Het huis was van 1676 tot 1695 de woonplek van de eerste pastoors van de zojuist gestichte parochie Slenaken.
In de 18e eeuw verkocht de familie Von der Couven het huis Heeze aan de familie Simons.
In 1828 werd de huidige boerderij gebouwd. Heeze was gedurende de 19e en 20e eeuw een boerenbedrijf dat in 1902 ruim 49 hectaren groot was.

## Beschrijving
Het riddermatige huis Heeze dateert uit de 14e eeuw en was mogelijk een woontoren. De vermoedelijke kasteellocatie was de vierkante vijver die nog tot in de 19e eeuw zichtbaar was. De hoeve ten zuidoosten van deze vijver moet dan als voorburcht hebben gediend. Deze hoeve was begin 19e eeuw u-vormig en had nog geen woonhuis.
De huidige vierkante hoeve bestaat uit een bakstenen herenhuis uit 1828. Het huis is twee bouwlagen hoog, heeft een kelder met tongewelven, en wordt afgedekt middels een licht gebroken dak. De noordwestvleugel is deels in vakwerk uitgevoerd en dateert uit circa 1800.

## Afbeeldingen

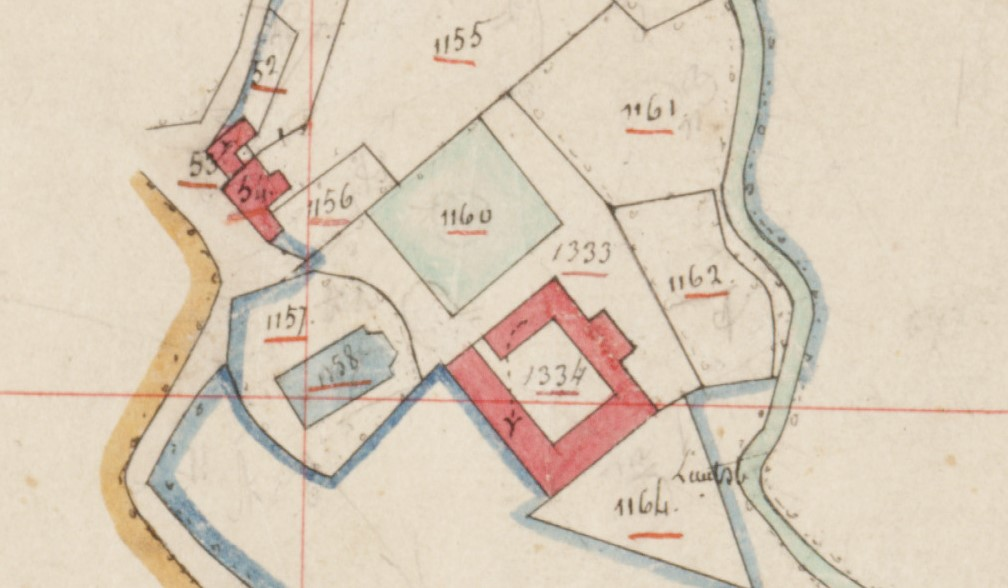
Hoeve Hees op de kadastrale minuut van 1811-1832. Perceel 1160 is de vermoedelijke plek van het kasteel.
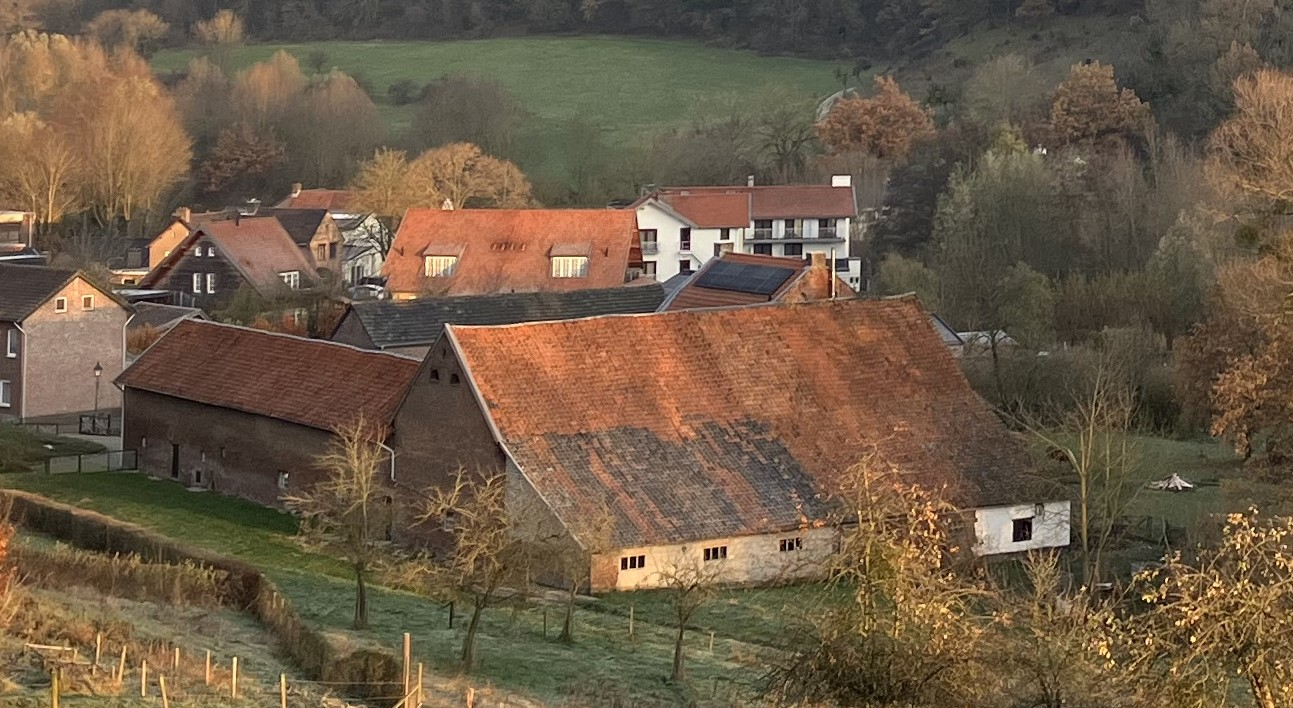
De hoeve in 2023.
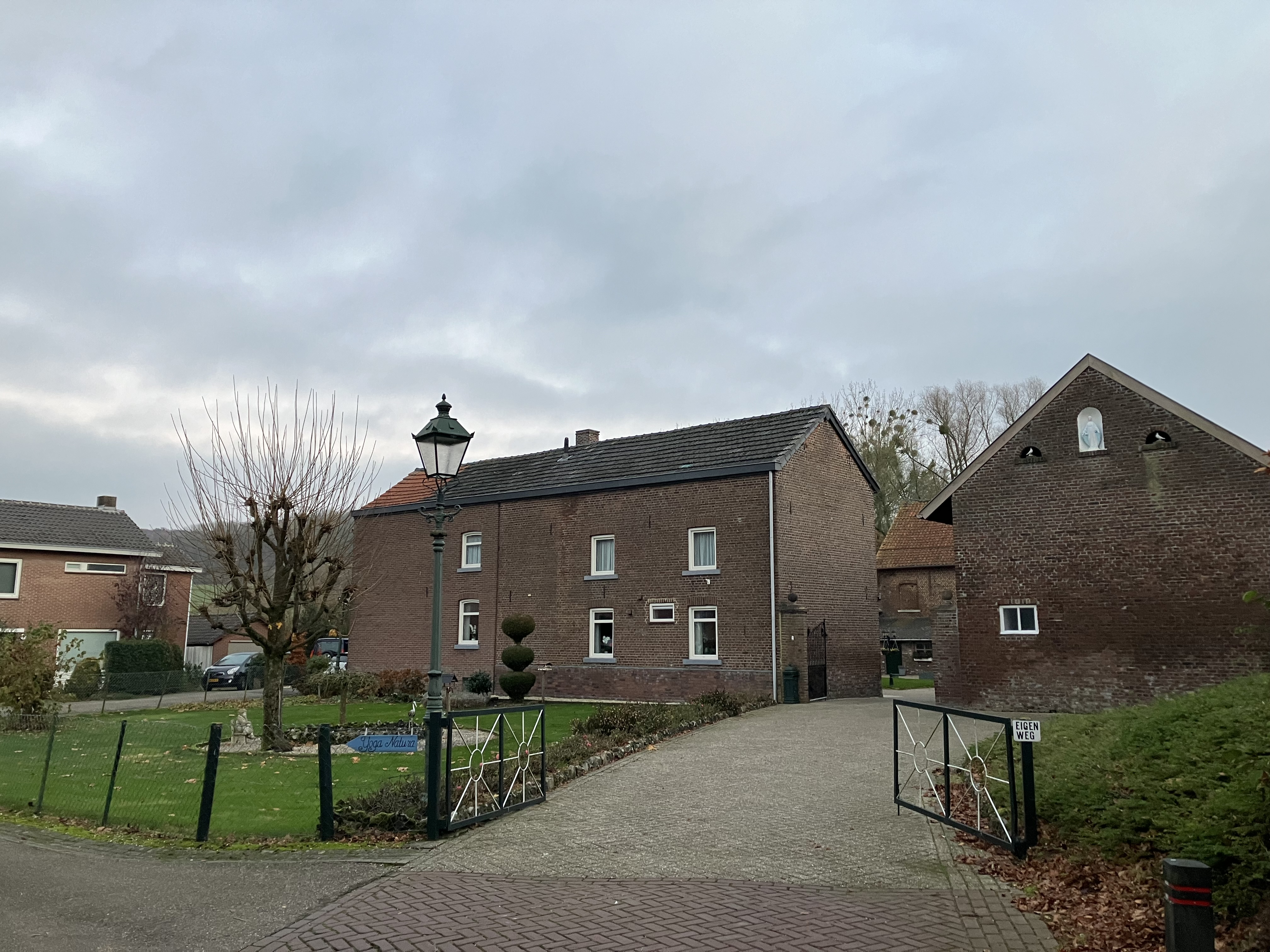
Voorzijde van de hoeve in 2023.

Aerwinkel · Kasteel Afferden · Aldt Huys · Aldenborgh · Kasteel Aldenghoor · Aldenhoven · Alte Burg · Kasteel Amstenrade · Slot Annendael · Kasteel Arcen · Baersdonck · Bakvliet · Baronsberg · Baxhof · Beegden ·  Benzenrade · Kasteel De Berckt · Kasteel Bethlehem · Beusdaelshof · Binsfeld · Huis Blankenberg · Kasteel Bleijenbeek · Blitterswijck · Boerlo · Bolberg · Bollenberg · Kasteel De Bongard · Borggraaf · Kasteel d'Erp · Kasteel Borggraaf · Kasteel Borgharen · Kasteel Born · Huis Bree · Breust · Kasteel Broekhuizen · Broekhuizen · Gracht Burggraaf · Kasteel De Burght · Kasteel Cartils · Cloppenburg (Oost-Maarland) · Kasteel Cortenbach · Huis De Dael · Dammerscheid · Kasteel De Bockenhof · De Donck (Sevenum) · De Donck (Swolgen) · De Dorth ·  Huis ten Dijcken · Kasteel Doenrade · De Doom · Douve · Douvenrade · De Dries · Kasteel Erenstein · Kasteel Eijsden · Eijsden · Einrade · Kasteel Elsloo · Ensenbroek · Eperhuis · Etzenraderhuuske · Exaten · Kasteel Eijckholt · Kasteel Eyckholt · Eys · Gastendonck · Kasteel Genbroek · Gebroken Slot · Kasteel Geijsteren · Kasteel Op Genhoes · Kasteel Genhoes · Genneperhuis · Kasteel Het Geudje · Kasteel Geulle · Kasteel Geusselt · Geijsteren · Gen Heck · Ghoor · Kasteel Goedenraad · Kasteel Grasbroek · Kasteel Groenendaal · Groethof · Groot Paarlo · Kasteel van Gronsveld · De Gun ·Kasteel Haeren · Kasteel Den Halder · Heerlaer · Heeze · Heijen · 's-Herenanstel · Kasteel Hillenraad · Kasteel Hoensbroek · Hoenshuis · Holstrate · Holtmühle · Huize Holtum · Kasteel Horn · De Horst · Huys ter Horst · Ten Hove (Grathem) · Ten Hove (Panningen) · Huis Brias · Huis Darth ·  Kasteel Hurpesch · Kasteel Sint-Jansgeleen · Kasteel Jerusalem · Kasteel Kaldenbroek · Den Kamp · Kasteel Karsveld · Kasteel Keverberg · Klein Paarlo · Klimmender Huuske · De Kolck · Koppelberg · Laar · Landsfort · Kasteel Lemiers · Kasteelruïne Lichtenberg · Kasteel Limbricht · Lonesteyn · Huize Lovendael · Mazenburg · Kasteel van Meerlo · Kasteel Meerssenhoven · Meezenbroek · Kasteel van Mheer · Middelaar · Kasteel Millen · Kasteel Montfort · Movert · Mulrode · De Munt · Château Neercanne · Kasteel Neubourg · Nienghoor · Huis Nierhoven · Kasteel Nieuwenbroeck · Nije Huys · Kasteel Nijenborgh · Kasteel Nijswiller · Nijthuysen · Kasteel Obbicht · Oedenrade · Kasteel Ooijen · Kasteel Oost (Valkenburg) · Kasteel Oost (Oost-Maarland) · Kasteel Ouborg · Overen · Kasteel Passarts-Nieuwenhagen · Prickenis · Prinsenhof · Puth · De Putting · Raath · De Raay · Ravenhof · Kasteel Reijmersbeek · Kasteel van Rijckholt · Kasteel Rivieren · Rodenbroek · Rosendaal · Kasteel Schaesberg · Kasteel Schaloen · Te Scharen · Schenkenburg · Kasteel Scheres · De Spijker (Geijsteren) · De Spijker (Leeuwen) · Huis Severen · Sibberhuuske · Château St. Gerlach · Spraland · Huis De Spyker · Huize Stalberg · Stalberg (Wellerlooi) · De Steeg · Kasteel Stein · Steinhagen · Steenen Huis · Stoel van Swentibold · Strijthagen (Landgraaf) · Strijthagen (Welten) · Struyver · Kasteel Terborgh · Terlinden (Wijnandsrade) · Terveurdt · Ter Weyer · Kasteel Ter Worm · De Tombe · Huis De Torentjes · Triest · Trippaert · Kasteel Vaalsbroek · Kasteel Vaeshartelt · Valkenburg · Vliek · De Vroenhof · Vrijburg · Kasteel Wambach · Warenberg · Well · Weyershof ·  Wijlre · Kasteel Wijnandsrade · Wijnandsrade · Wijnantshof · Wissegracht · Huize Witham · Kasteel Wittem · Wolfrath · Wylre